# Johann Daniel von Olenschlager

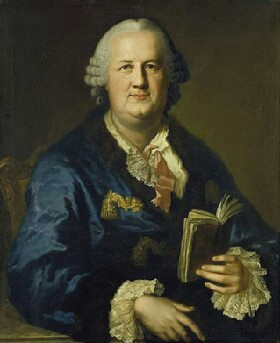
Johann Daniel von Olenschlager um 1760

Johann Daniel Olenschlager (seit 1747 von Olenschlager) (* 18. November 1711 in Frankfurt am Main; † 28. Februar 1778 ebenda) war ein Frankfurter Patrizier und Politiker.

## Leben

### Herkunft und Familie
Der Stammvater war der aus Frankfurt gebürtige Johannes Olenschlager (1520–1574), Fischer zu Sachsenhausen, 1573 Pfleger des Hospitals zum Heiligen Geist. Der Familienname leitet sich von der seit etwa 1330 bestehenden Ölmühle im Ölmühlgässchen an der Dreikönigstraße unweit der Fischerstube her.
Olenschlager war der Sohn des Handelsherren Johann Nikolaus Olenschlager (1656–1718) und dessen Ehefrau Maria Barbara Franck, Tochter des aus Straßburg stammenden Bankiers Johann Daniel Franck.
1740 lernte er die nachmalige Stiftsdame Susanne von Klettenberg (1723–1774) kennen, mit der er sich 1742 verlobte. Sie war die älteste Tochter des Arztes und Frankfurter Ratsherren, zeitweise Bürgermeisters, Remigius Seyfart von Klettenberg (1693–1766), sowie mit Johann Wolfgang von Goethe verwandt. Die Verlobung wurde jedoch 1748 wieder gelöst. Er heiratete im selben Jahr Sara Orth (1723–1787), die Tochter des Juristen Johann Philipp Orth und mütterlicherseits Enkeltochter des gleichnamigen Frankfurter Ratsherren und Bürgermeisters Johann Philipp Orth (väterlicherseits war er ihr Großonkel). Mit ihr hatte er zwei Söhne, darunter Johann Nicolaus Olenschlager (1751–1820) und zwei Töchter.

### Ausbildung und Wirken
Ab dem 13. August 1727 studierte er Rechtswissenschaften an der Universität Marburg, ab dem 15. Juni 1729 an der Universität Leipzig und ab dem 10. Januar 1736 an der Universität Straßburg.  Dazwischen reiste er nach Italien, Frankreich und Deutschland. 1736 erwarb er in Straßburg das Lizentiat der Rechtswissenschaft und wurde dann Advokat in Frankfurt am Main.
1748 wurde er Ratsherr (Senator), 1761 jüngerer Bürgermeister und 1761 Schöffe. 1771 wurde er in das Amt des Älteren Bürgermeisters gewählt. Daneben war er Königlich Polnischer und Kursächsischer Hofrat.
In seinem Haus richtete Olenschlager ein Liebhabertheater ein, für seine und die Kinder seiner Freunde. Freundschaft verband ihn mit François de Théas Graf von Thoranc, der in Johann Wolfgang von Goethes Elternhaus einquartiert war. Goethe beschreibt Olenschlager in seiner Dichtung und Wahrheit, und erklärt, dass er mit ihm, den er seinen „Gönner“ nennt, in seiner Jugend gerne Gespräche geführt habe.

### Adelsstand
Am 6. September 1747 erhielt er, wie sein Bruder Johann Nikolaus (1713–1763), Wechsler zu Frankfurt, schon 1742, Wappenverbesserung und das Adelsprädikat „von“, mit dem Privileg, sich auch nach von ihm besessenen Gütern zu benennen. 1771 erfolgte die Aufnahme in die Gesellschaft Zum Frauenstein.

## Werke
- Neue Erläuterung der Guldenen Bulle Kaysers Carls des IV., 1766